# Classic de l'Ardèche 2020
La 20e édition de la Classic de l'Ardèche a lieu le 29 février 2020. Elle fait partie du calendrier UCI ProSeries 2020, et est remportée par Rémi Cavagna.

## Présentation

### Parcours
Le parcours est assez semblable à celui de l'an passé avec la côte de Cornas et la montée de Saint-Romain-de-Lerps un peu rallongée.

### Équipes
Vingt équipes participent à cette édition : sept WorldTeams, douze équipes continentales professionnelles et une équipe continentale.
| WorldTeams (7)- AG2R La Mondiale - Cofidis - Deceuninck-Quick Step - EF Pro Cycling - Groupama-FDJ - NTT Pro Cycling - Trek-Segafredo ProTeams (12)- Arkéa-Samsic - B&B Hotels-Vital Concept p/b KTM - Bingoal-Wallonie Bruxelles - Burgos-BH - Caja Rural-Seguros RGA - Circus-Wanty Gobert - Euskaltel-Euskadi - Nippo Delko One Provence - Rally Cycling - Riwal Readynez - Total Direct Énergie - Vini Zabù-KTM Équipe continentale- Saint Michel-Auber 93 |
| |

### Récit de la course
Une tempête eut lieu toute la journée avec une température maximale autour de 8 °C. À cause de fortes pluies, de nombreuses chutes ont entraîné des abandons.

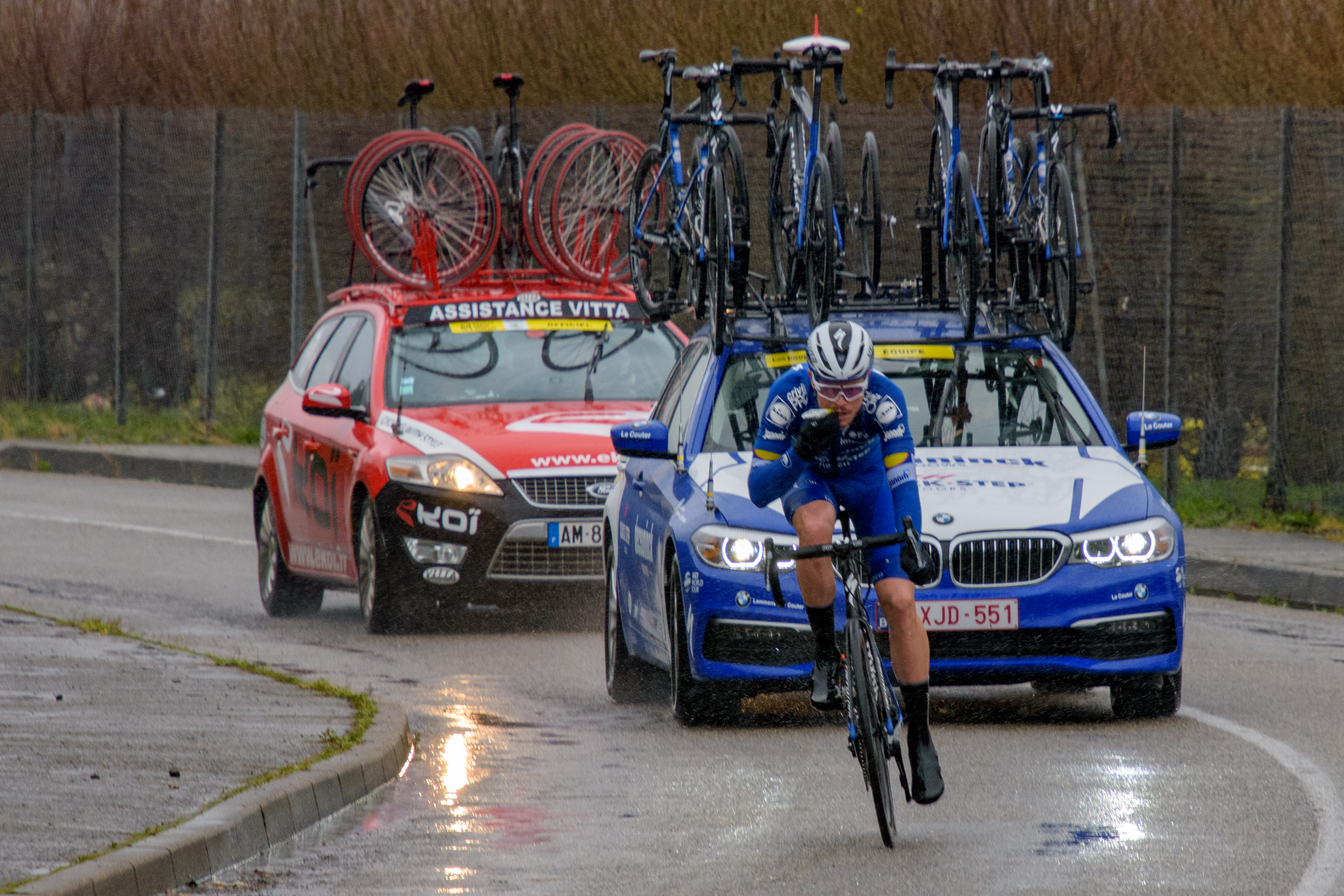
Rémi Cavagna en échappée.

Alors que Rémi Cavagna était dans une échappée, il maintient un écart important sur le peloton. Tous ses compagnons d'échappée sont lâchés un par un, Benjamin King est le dernier à pouvoir l'accompagner. Un groupe de poursuivants se forme avec Barguil, Edet, Kangert, Martin et Peters ; ce dernier chute mais termine la course.

## Classements

### Classement final
| \| Classement général \| Classement général \| Classement général \| Classement général \| Classement général \| \| Coureur \| Coureur \| Pays \| Équipe \| Temps \| \| ------------------ \| ----------------------- \| ------------------ \| -------------------------- \| ------------------ \| \| 1er \| Rémi Cavagna \| France \| Deceuninck-Quick Step \| 5 h 13 min 10 s \| \| 2e \| Tanel Kangert \| Estonie \| EF Pro Cycling \| + 2 min 51 s \| \| 3e \| Guillaume Martin \| France \| Cofidis \| + 2 min 55 s \| \| 4e \| Warren Barguil \| France \| Arkéa-Samsic \| + 3 min 24 s \| \| 5e \| Nicolas Edet \| France \| Cofidis \| + 4 min 35 s \| \| 6e \| Lorenzo Rota \| Italie \| Vini Zabù-KTM \| + 5 min 07 s \| \| 7e \| Mikkel Honoré \| Danemark \| Deceuninck-Quick Step \| + 5 min 22 s \| \| 8e \| Benjamin King \| États-Unis \| NTT Pro Cycling \| + 5 min 36 s \| \| 9e \| Nans Peters \| France \| AG2R La Mondiale \| + 5 min 38 s \| \| 10e \| Andrea Bagioli \| Italie \| Deceuninck-Quick Step \| + 5 min 43 s \| \| 11e \| Lilian Calmejane \| France \| Total Direct Énergie \| + 5 min 49 s \| \| 12e \| Amanuel Ghebreigzabhier \| Érythrée \| NTT Pro Cycling \| + 5 min 53 s \| \| 13e \| Arjen Livyns \| Belgique \| Bingoal-Wallonie Bruxelles \| + 5 min 55 s \| \| 14e \| Roman Kreuziger \| Tchéquie \| NTT Pro Cycling \| + 5 min 55 s \| \| 15e \| Dayer Quintana \| Colombie \| Arkéa-Samsic \| + 5 min 55 s \| |                         |            |                            |                 |
| |                         |            |                            |                 |
| Source : ProCyclingStats |                         |            |                            |                 |
| Classement général |                         |            |                            |                 |
| Coureur | Coureur                 | Pays       | Équipe                     | Temps           |
| 1er | Rémi Cavagna            | France     | Deceuninck-Quick Step      | 5 h 13 min 10 s |
| 2e | Tanel Kangert           | Estonie    | EF Pro Cycling             | + 2 min 51 s    |
| 3e | Guillaume Martin        | France     | Cofidis                    | + 2 min 55 s    |
| 4e | Warren Barguil          | France     | Arkéa-Samsic               | + 3 min 24 s    |
| 5e | Nicolas Edet            | France     | Cofidis                    | + 4 min 35 s    |
| 6e | Lorenzo Rota            | Italie     | Vini Zabù-KTM              | + 5 min 07 s    |
| 7e | Mikkel Honoré           | Danemark   | Deceuninck-Quick Step      | + 5 min 22 s    |
| 8e | Benjamin King           | États-Unis | NTT Pro Cycling            | + 5 min 36 s    |
| 9e | Nans Peters             | France     | AG2R La Mondiale           | + 5 min 38 s    |
| 10e | Andrea Bagioli          | Italie     | Deceuninck-Quick Step      | + 5 min 43 s    |
| 11e | Lilian Calmejane        | France     | Total Direct Énergie       | + 5 min 49 s    |
| 12e | Amanuel Ghebreigzabhier | Érythrée   | NTT Pro Cycling            | + 5 min 53 s    |
| 13e | Arjen Livyns            | Belgique   | Bingoal-Wallonie Bruxelles | + 5 min 55 s    |
| 14e | Roman Kreuziger         | Tchéquie   | NTT Pro Cycling            | + 5 min 55 s    |
| 15e | Dayer Quintana          | Colombie   | Arkéa-Samsic               | + 5 min 55 s    |

### Autres classements
Classement des grimpeurs
|   | Coureur          | Équipe                | Points |
| - | ---------------- | --------------------- | ------ |
| 1 | Rémi Cavagna     | Deceuninck-Quick Step | 27     |
| 2 | Benjamin King    | NTT                   | 7      |
| 3 | Tanel Kangert    | EF                    | 6      |
| 4 | Guillaume Martin | Cofidis               | 5      |
| 4 | Nans Peters      | AG2R La Mondiale      | 5      |

Dossard vert
- Warren Barguil (Arkéa-Samsic)